# Salvelinus taimyricus
Salvelinus taimyricus är en fiskart som beskrevs av Mikhin, 1949. Salvelinus taimyricus ingår i släktet Salvelinus och familjen laxfiskar. Inga underarter finns listade i Catalogue of Life.